# Bernuy de Porreros
Bernuy de Porreros é um município da Espanha na província de Segóvia, comunidade autónoma de Castela e Leão, de área 9,13 km² com população de 400 habitantes (2004) e densidade populacional de 43,81 hab./km².

## Demografia
| Variação demográfica do município entre 1991 e 2004 | Variação demográfica do município entre 1991 e 2004 | Variação demográfica do município entre 1991 e 2004 | Variação demográfica do município entre 1991 e 2004 |
| --------------------------------------------------- | --------------------------------------------------- | --------------------------------------------------- | --------------------------------------------------- |
| 1991                                                | 1996                                                | 2001                                                | 2004                                                |
| 308                                                 | 336                                                 | 359                                                 | 400                                                 |